# Vlk iberský

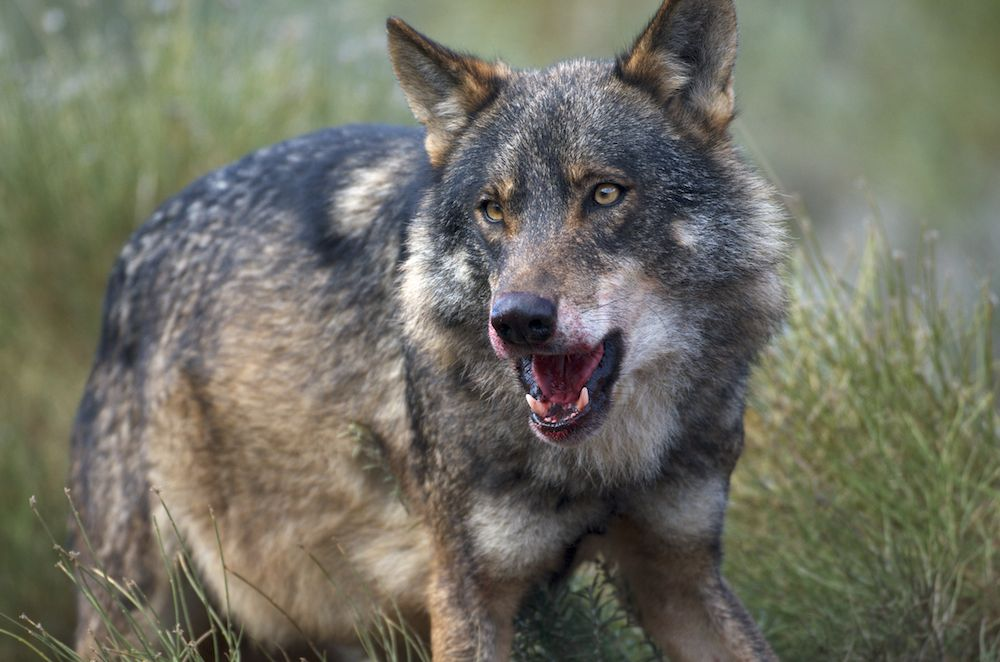
Vlk iberský (Canis lupus signatus)

Vlk iberský (Canis lupus signatus) je poddruh vlka obecného vyskytující se původně na celém Pyrenejském poloostrově.

## Popis
Od vlka eurasijského se mírně liší zbarvením, má tmavší srst. Samci dosahují hmotnosti až 50 kilogramů, samice jsou o něco menší. Na délku měří kolem 1 metru.

## Evoluce
Evolučně se od vlka eurasijského zřejmě oddělil během doby ledové v období pleistocénu, když byly zamrzlé Pyreneje neprůchodné, a tudíž se vlci z Pyrenejského poloostrova nemohli křížit se zbytkem evropské populace vlků.

## Ekologie
Vlci iberští žijí v párech nebo malých smečkách. Loví především divoká prasata, jeleny, kozorožce a další větší savce, ale i menší savce a ryby. V některých oblastech útočí i na hospodářská zvířata, zejména ovce.
Březost trvá 63 dní a samice rodí většinou 5 až 6 mláďat.

## Výskyt
Počátkem 19. století se vyskytovali na takřka celém Pyrenejském poloostrově. V důsledku intenzivního lovu, rozvoje infrastruktury a zásahů člověka do přírody se jejich populace značně snížila. Dnes žijí pouze na severozápadě Španělska, a to především v provinciích Galicie, Asturie, Kantábrie a Kastilie a Leon, dále ne severu Portugalska a malé izolované populace v nejjižnější Španělské provincii Andalusie.

## Ochrana a chov v zajetí
V současné době žije maximálně 2 000 jedinců. Nejnižší stav populace byl kolem roku 1970, od té doby se populace díky ochraně pozvolna zvyšuje. Jsou chráněni v Portugalsku a na většině území Španělska. V Galicii, Kastilii a Leonu je však jejich lov stále povolen.

### Česká republika
V České republice se jejich chovem od června roku 2016 zabývá zoologická zahrada v Jihlavě, která je získala ze ZOO Olomouc.

## Galerie

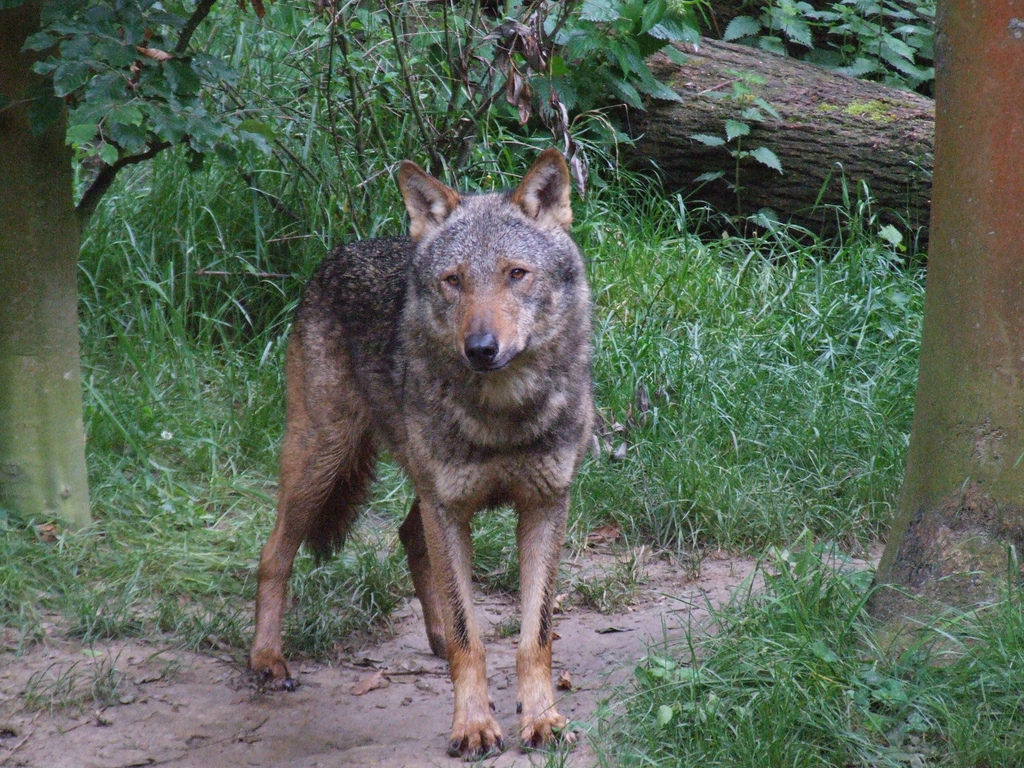
Vlk iberský (Canis lupus signatus)
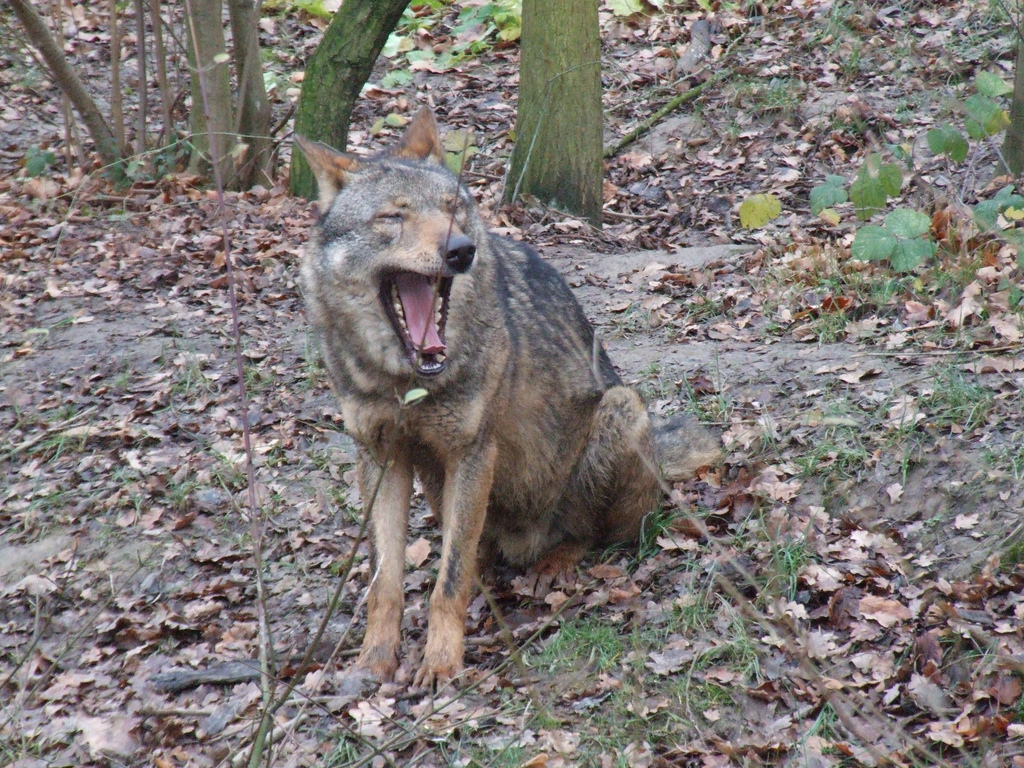
Vlk iberský (Canis lupus signatus)
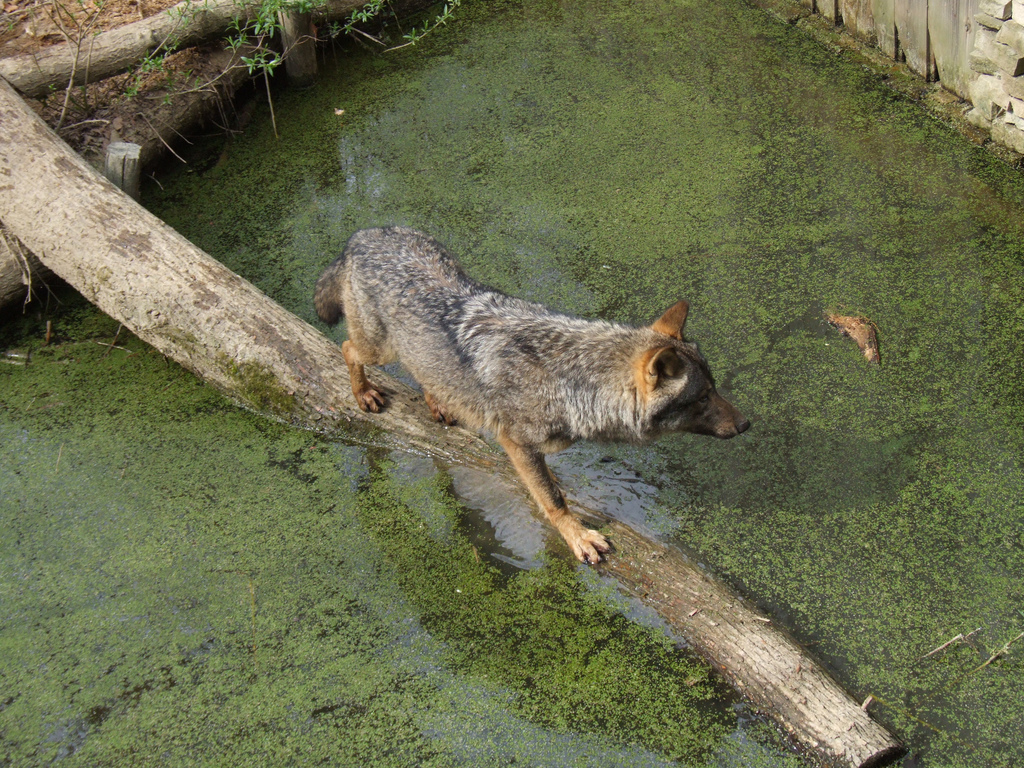
Vlk iberský (Canis lupus signatus)
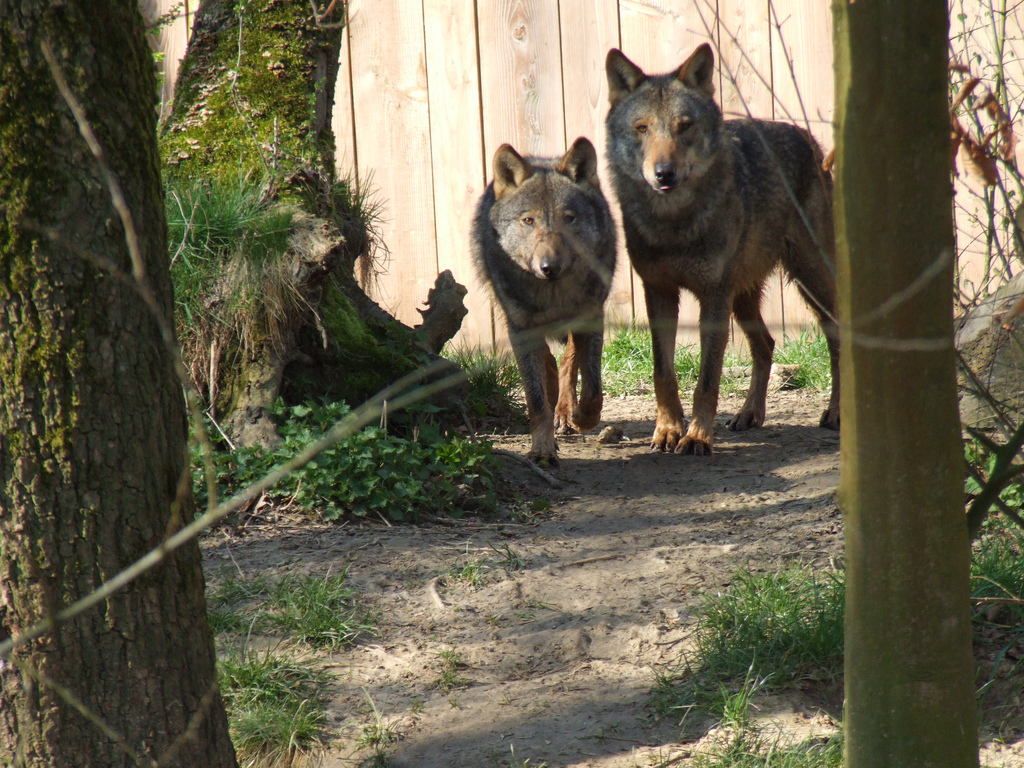
Vlk iberský (Canis lupus signatus)
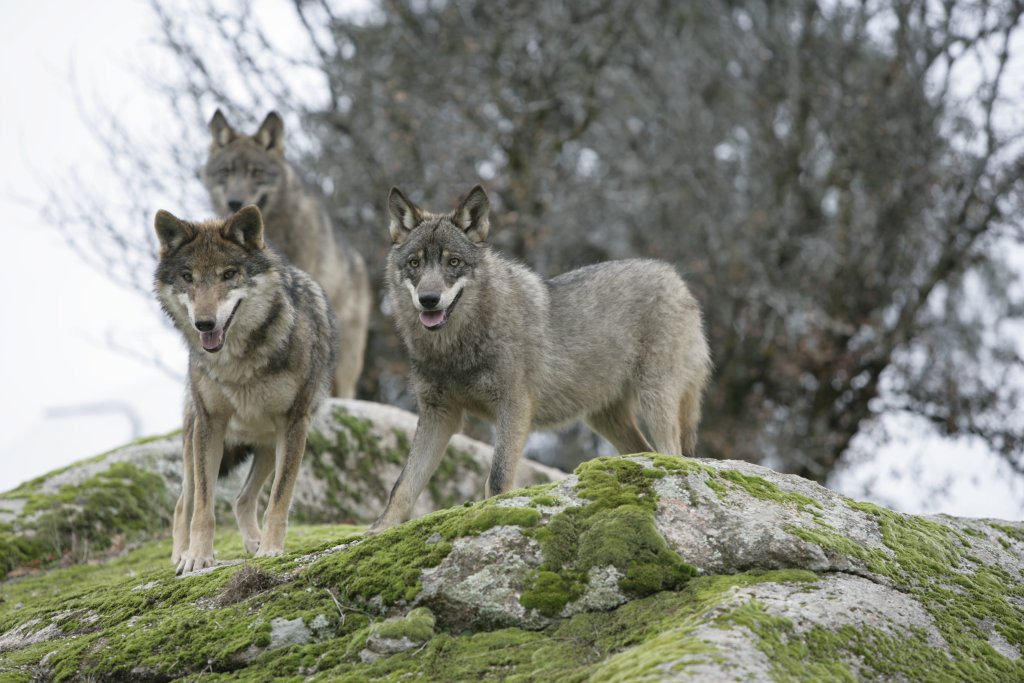
Vlk iberský (Canis lupus signatus)